# Taylor (Wisconsin)
Taylor es una villa ubicada en el condado de Jackson en el estado estadounidense de Wisconsin. En el Censo de 2010 tenía una población de 476 habitantes y una densidad poblacional de 252,45 personas por km².

## Geografía
Taylor se encuentra ubicada en las coordenadas 44°19′18″N 91°7′14″O / 44.32167, -91.12056. Según la Oficina del Censo de los Estados Unidos, Taylor tiene una superficie total de 1.89 km², de la cual 1.89 km² corresponden a tierra firme y (0%) 0 km² es agua.

## Demografía
Según el censo de 2010, había 476 personas residiendo en Taylor. La densidad de población era de 252,45 hab./km². De los 476 habitantes, Taylor estaba compuesto por el 98.32% blancos, el 0.63% eran afroamericanos, el 0.63% eran amerindios, el 0.21% eran asiáticos, el 0% eran isleños del Pacífico, el 0% eran de otras razas y el 0.21% pertenecían a dos o más razas. Del total de la población el 3.36% eran hispanos o latinos de cualquier raza.